# Sabrina Filzmoser
Sabrina Filzmoser (* 12. Juni 1980 in Wels) ist eine ehemalige österreichische Judoka und Trägerin des 6. Dan. Sie führte bis jetzt viermal die Europarangliste bis 57 kg an.

## Biografie
Filzmoser begann 1988 mit dem Judosport. Zehn Jahre später feierte sie ihren ersten großen internationalen Erfolg, als sie den Europameistertitel bei den Junioren gewann. Nach der Matura an der HTL Wels verpflichtete sie sich beim Österreichischen Bundesheer, um sich im Heeressportzentrum ganz dem Judosport zu widmen. Bereits 2001 gewann sie den ersten Militär-WM-Titel, welchen sie bereits fünfmal gewinnen konnte. 2003 eroberte sie als Dritte ihre erste Europameisterschaftsmedaille bei den Damen. 2004 erlitt sie einen Bandscheibenvorfall und verpasste knapp die Qualifikation für die Olympischen Spiele in Athen. Nach der Verletzungspause fand sie rasch den Anschluss an die Weltspitze und konnte an vergangene Erfolge anschließen. 2005 erreichte sie den dritten Platz bei den Weltmeisterschaften in Kairo. 
Nach dem Sieg 2006 in Paris-Bercy war sie kurzfristig die Nummer 1 in der Weltrangliste. 2008 gewann sie den Europameistertitel. Bei den Olympischen Spielen 2008 und den Weltmeisterschaften 2009 schied sie jeweils in der Vorrunde aus. Bei den Europameisterschaften in Wien 2010 holte sie die Silbermedaille, bei den Weltmeisterschaften in Tokio die Bronzemedaille. Mit einem Finalsieg über Telma Monteiro gewann sie in Istanbul 2011 zum zweiten Mal den Europameistertitel. 
Bei den Olympischen Spielen 2012 belegte sie den siebten Platz. 
Nach ihrem Ausscheiden bei den Olympischen Spielen 2020 in Tokio beendet Filzmoser ihre Karriere. Seit dem 1. Oktober 2019 arbeitet sie bei der Polizei.
Im Oktober 2021 wurde sie zu einer von insgesamt fünf Vizepräsidentinnen und -präsidenten des Österreichischen Judoverbandes (ÖJV) gewählt.
Im Mai 2022 erklomm die 41-jährige Ex-Judo-Europameisterin den Mount Everest. Im Juli 2023 brach sie eine Besteigung des K2 in Gipfelnähe ab, da im Bereich des Flaschenhalses eine Lawine abgegengen war.
Im Mai 2023 schloss Filzmoser gemeinsam mit Judoka Bernadette Graf die Grundausbildung bei der österreichischen Polizei ab.
Ihren letzten Auftritt als ÖJV-Nationalteam-Athletin hatte Filzmoser beim Upper Austria Judo Grand Prix 2023. Nach einem Ippon Sieg gegen Maysa Pardayeva schied sie in der zweiten Runde aus. Im Rahmen dieses Events wurde ihr der 6. Dan verliehen.

## Sportliche Erfolge (Auswahl)

### Weltmeisterschaften
- 2010: 3. Platz Tokio
- 2005: 3. Platz Kairo
- 1998: 5. Platz U20-WM Cali

### Europameisterschaften

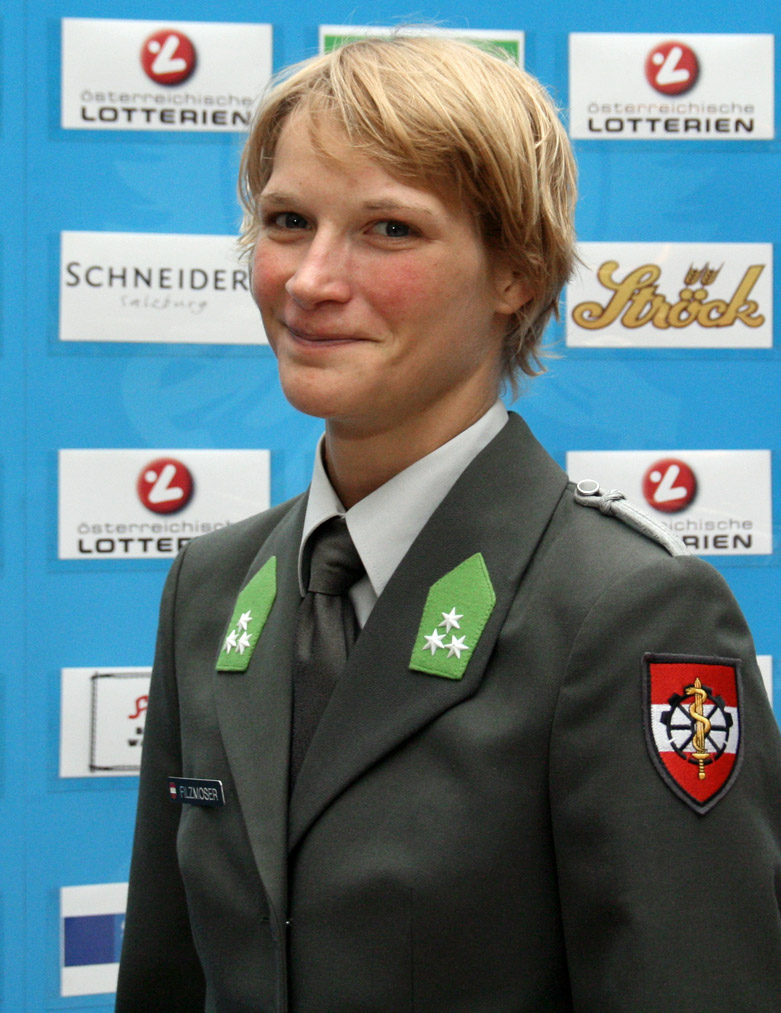
Sabrina Filzmoser (2012)

- 2014: 3. Platz Montpellier
- 2013: 2. Platz Budapest
- 2011: 1. Platz Istanbul
- 2010: 2. Platz Wien
- 2008: 1. Platz Lissabon
- 2007: 3. Platz EM Belgrad
- 2006: 3. Platz EM Tampere
- 2005: 3. Platz EM Rotterdam
- 2003: 3. Platz EM Düsseldorf
- 1999: 2. Platz U20-EM Rom
- 1998: 1. Platz U20-EM Bukarest
- 1997: 3. Platz U19-EM  Ljubljana

### Militärweltmeisterschaften
- 2007: 1. Platz Hyderabad
- 2006: 1. Platz Vinkovci
- 2005: 1. Platz St. Petersburg
- 2004: 1. Platz Baku
- 2002: 1. Platz Peking
- 2001: 1. Platz Ostia
- 2000: 3. Platz Den Helder
- 1999: 2. Platz Zagreb

### Weltcupturniere
- 2014
  - 2. Platz Grand Prix Astana
  - 3. Platz Grand Slam Tjumen
  - 2. Platz Grand Prix Havanna
  - 1. Platz Grand Prix Baku
- 2013
  - 1. Platz Grand Prix Samsun
- 2011
  - 3. Platz Grand Slam Moskau
  - 3. Platz Grand Prix Baku
  - 5. Platz Masters Baku
- 2010
  - 1. Platz Grand Slam Moskau
  - 1. Platz Grand Prix Abu Dhabi
  - 3. Platz Grand Slam Rio de Janeiro
  - 2. Platz Grand Prix Tunis
  - 5. Platz Grand Slam Paris
- 2009
  - 2. Platz Grand Prix Abu Dhabi
  - 3. Platz Grand Slam Rio de Janeiro
  - 2. Platz Grand Prix Tunis
  - 5. Platz Grand Prix Hamburg
- 2008
  - 1. Platz Super Weltcup Paris
  - 2. Platz Sofia
- 2007
  - 3. Platz Wien
  - 3. Platz Super Weltcup Hamburg
  - 1. Platz Super Weltcup Moskau
  - 3. Platz Lissabon
- 2006
  - 1. Platz Super Weltcup Paris
  - 1. Platz Super Weltcup Hamburg
  - 2. Platz Super Weltcup Moskau
- 2005
  - 2. Platz Super Weltcup Hamburg
  - 1. Platz Sofia
  - 1. Platz Leonding
- 2003
  - 2. Platz Super Weltcup Hamburg
  - 2. Platz Leonding
- 2002
  - 5. Platz Leonding
  - 3. Platz Super Weltcup Paris
- 2001
  - 5. Platz Leonding

### Internationale Turniere
- 2005
  - 3. Platz Fukuoka Tournament

### Österreichische Meisterschaften
- Mehrfache Österreichische Meisterin[11]

## Auszeichnungen (Auszug)
- 2011: Goldenes Verdienstzeichen[12]
- 2021: Sportlernadel in Gold[13]
- 2022: Goldenen Leo[14][15]